# شارلوت غرين
شارلوت غرين (بالإنجليزية: Charlotte Green)‏ هي دراجة بريطانية، ولدت في 16 مايو 1994.